# Анри Фантен-Латур
Иняс Анри Жан Теодор Фантен-Латур (на френски: Ignace Henri Jean Théodore Fantin-Latour), наричан Анри Фантен-Латур (на френски: Henri Fantin-Latour), роден на 14 януари 1836 г. в Гренобъл и починал на 25 август 1904 г. в Бюре (Орн), е френски художник и литограф.

## Биография
Фантен-Латур посещава Екол де Бо Арт, където добива необходимите сръчности и разбирания за професионална кариера на художник. В 1860 г. се запознава и сприятелява с Джеймс Уистлър, който го лансира в Лондон. Англичаните харесват и ценят неговите натюрморти, които стават основата на комерсиалния му успех. През 1875 г. Фантен-Латур сключва брак с художничката Виктория Дюбур и през следващите години прекарва лятото в имението, което нейният род притежава в Нормандия. В 1876 г. посещава Байройт, където гледа Вагнеровите спектакли и от които остава силно впечатлен. В следващите години публикува литографии в La revue wagnérienne и илюстрира книга за Вагнер, което му спечелва известност и в среди извън тези на художниците. Негови приятели са редица импресионисти като Мане и Моне.

## Произведения

### Kолективните портрети
В течение на годините Фантен-Латур рисува няколко колективни портрета с хора от света на изкуството, които счита за значими и близки. Една от тези картини, Тост с истината, той сам е унищожил, но четири други са запазени и са от особен интерес за историци и критици.
- В почит на Дьолакроа (1864) изобразява знаменитости, групирани около портрет на Йожен Дьолакроа. Идеята за картината възниква като реакция на твърде скромната част от обществеността, присъствала на погребението на Дьолакроа. Разпознават се Бодлер, Уистлър, Мане и др.[6]
- Едно ателие в Батиньол (1870) представя сцена от ателието на Едуар Мане: художникът рисува, седнал, докато зад него и модела му стоят няколко души. Идентифицирането им е спорно, но се смята, че между изобразените са разпознаваеми Клод Моне, Емил Зола и други.
- Един от ъглите на масата (1872) е рисувана в почит на Бодлер при 50-ата годишнина и когато той вече не е жив. Между присъстващите най-известни са поетите Верлен и Рембо.[7]
- Около пианото (1985) препраща към кръга почитатели на Вагнер, образували в Париж групата на „Малкия Байройт“.

### Портрети
- Автопортрет (1853)
- Автопортрет (1860)
- Жени от Алжир (1859)
- Дукеса де Фиц Джеймс (1867)
- Мари Йоланде де Фиц Джеймс (1867)
- Eva Callimachi-Catargi (1881)
- Жан Люсиен Адолф Жулиен (1887)
- Соня (1890)

### Натюрморти
- Ваза с ябълки и клонка (1872)
- Натюрморт с цветя и плодове (1865)
- Натюрморт. Ъгълът на масата (1873)
- Цъфтящо клонче родондедрон (1874)
- Астри във ваза (1875)

### Литографии
- Музата (Рихард Вагнер) (1862)
- Зигфрид и дъщерите на Рейн (1886)
- Бродиращите (1895)
- Етюд за Ева (1898)